# Ilyes Raoul

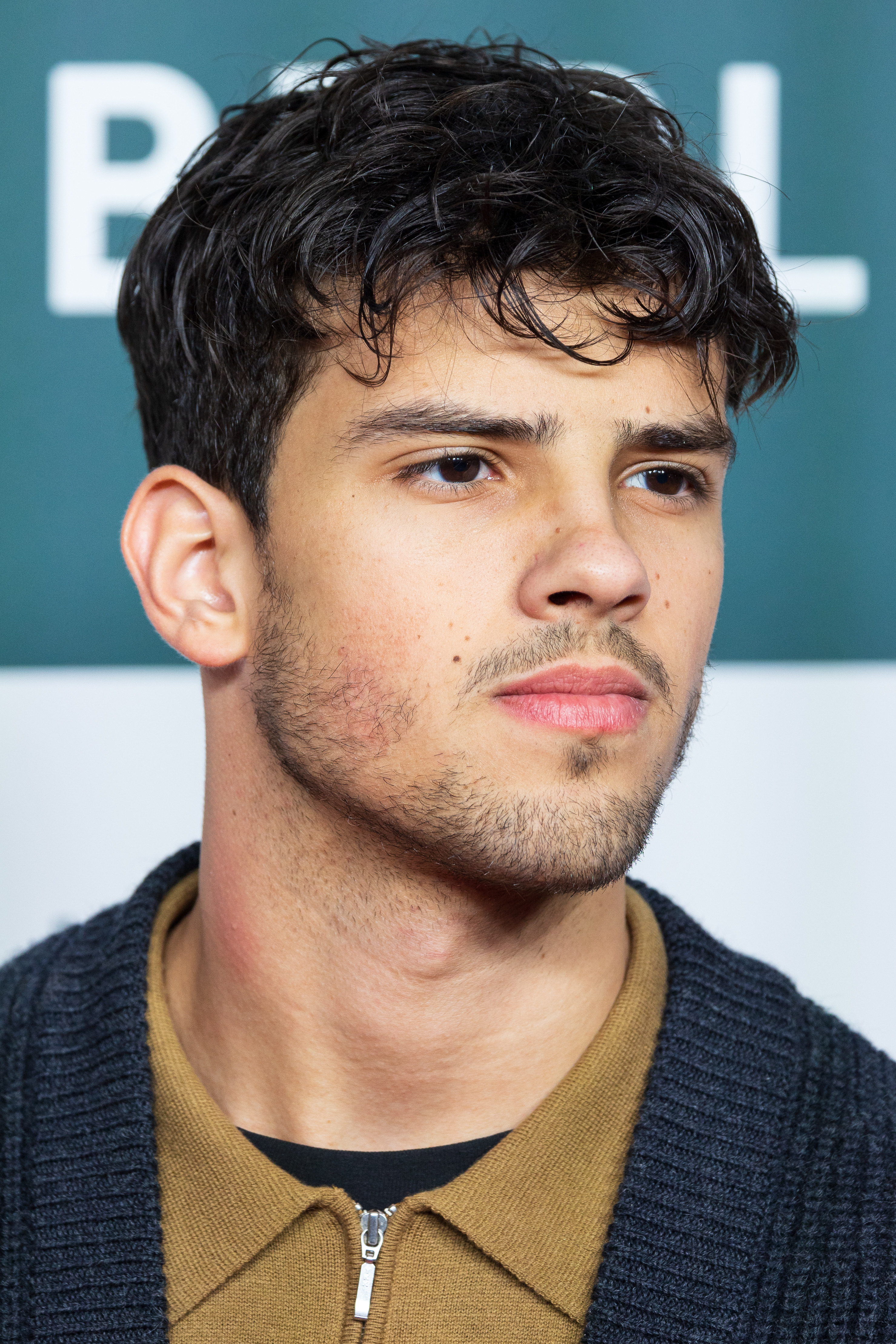
Ilyes Raoul (2023)

Ilyes Raoul (* 25. September 2004 in Berlin), gebürtig Ilyes Raoul Moutaoukkil, ist ein deutscher Schauspieler. 

## Leben
Seit Ende 2019 verwendet der Schauspieler seinen Nachnamen Moutaoukkil nicht mehr öffentlich und benutzt stattdessen seinen zweiten Vornamen Raoul als Künstlernamen.
Seine Mutter ist die Schauspielerin Meryem Moutaoukkil. Sein Bruder Emilio Sakraya ist ebenfalls Schauspieler.

## Filmografie

### Filme
- 2010: Zeiten ändern dich
- 2013: Willkommen bei Habib
- 2013: Quellen des Lebens
- 2015: Die getäuschte Frau
- 2017: Bibi & Tina: Tohuwabohu Total
- 2017: Rakete Perelman
- 2018: Tatort: Unter Kriegern
- 2018: Glück ist was für Weicheier
- 2019: TKKG – Jede Legende hat ihren Anfang
- 2022: Rheingold
- 2023: Das Märchen von der Zauberflöte

### Fernsehen
- 2025: SOKO Köln: Ins Abseits gelaufen
- 2025: Morden im Norden: Mein Herz schreit